# TIBCO Software
TIBCO Software Inc. é uma empresa americana que fornece software de gestão para empresas usarem local ou como parte de computação em nuvem. O software gerencia informações, decisões, processos e aplicações em tempo real para mais de 4.000 clientes.
A sede da empresa localiza-se em Palo Alto, na Califórnia, e possui escritórios na América do Norte, Europa, Ásia, Oriente Médio, África e América do Sul.
Entre seus clientes estão, Yahoo!, NASDAQ, Charles Schwab, Oracle, Major League Baseball, Golden State Warriors e Reliance Industries.
Vivek Ranadivé, é o CEO da companhia. Em setembro de 2014, o Vista Equity Partners, fundo de investimento americano comprou a TIBCO por US$ 4,3 bilhões.